# Henrik Larsson (författare)
Henrik Larsson, född 1978, är en svensk författare och IT-konsult.
Larsson är bosatt i Stockholm. Han studerade vid Karlstads universitet där han också började skriva. Larsson gav ut sin trilogi Blodsarvet, bestående av Krigarhjärta (2009), Isöhäxan (2010) och Profetens Tid (2013) på förlaget Bonnier Carlsen.